# Gompa Drophan Ling w Darnkowie
Gompa Drophan Ling w Darnkowie – główny budynek ośrodka buddyzmu tybetańskiego tradycji ningmapa. Ośrodek Drophan Ling (w jęz. tybetańskim: „Pożytek dla wszystkich”) należy do Związku Buddyjskiego Khordong w Polsce. Zbudowana i ozdobiona tradycyjnymi malowidłami buddyjskimi gompa w Darnkowie jest jedynym tego rodzaju obiektem w Polsce i jednym z niewielu w Europie.

## Historia ośrodka
W 1995 dwóch członków sanghi podarowało J.Ś. Czime Rigdzinowi Rinpocze 7 hektarów ziemi w Darnkowie. Rinpocze przekazał ziemię Związkowi Khordong w Polsce z zaleceniem, aby założyć tu ośrodek buddyjski i centrum odosobnień, gdzie rozwijałaby się tradycja Dziangter i Khordong. Ze względu na brak środków oraz na trudności z dojazdem ośrodek powstawał etapami, a ceremonie religijne początkowo odbywały się w miejscowym ośrodku wczasowym. Od 1997 zapoczątkowano w Darnkowie tradycję corocznego ofiarowania 111111 lampek maślanych w intencji pokoju na świecie. Budowę rozpoczęto w 2001, a zakończono w 2005. W 2007 główna sala medytacyjna gompy została ozdobiona tradycyjnymi malowidłami buddyjskimi wykonanymi przez malarzy z Bhutanu.

## Infrastruktura
Oprócz pomieszczeń dla kultu religijnego w ośrodku istnieje zaplecze socjalne: kompleks sanitarny, dormitorium, pole namiotowe, dodatkowy kamienny domek i jadalnia.

## Działalność
Od 1997 w ośrodku odbywają się corocznie kursy medytacyjne i ceremonie religijne prowadzone przez nauczycieli buddyzmu tybetańskiego. W ośrodku tłumaczy się, wydaje i przechowuje buddyjskie teksty oraz kultywuje buddyzm tybetański zgodnie z naukami Padmasambhawy i tradycją Khordong.

## Galeria

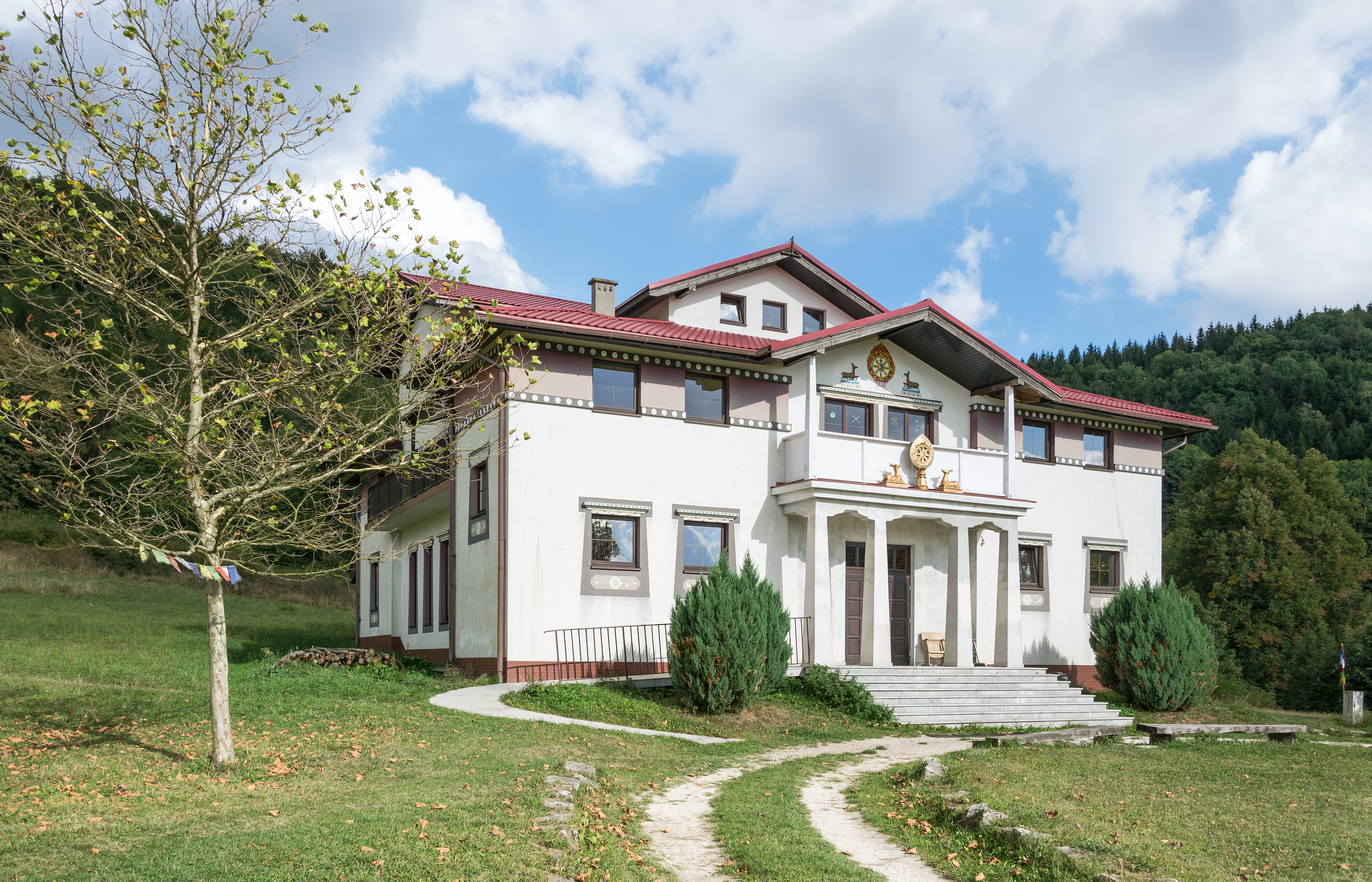
Główny budynek
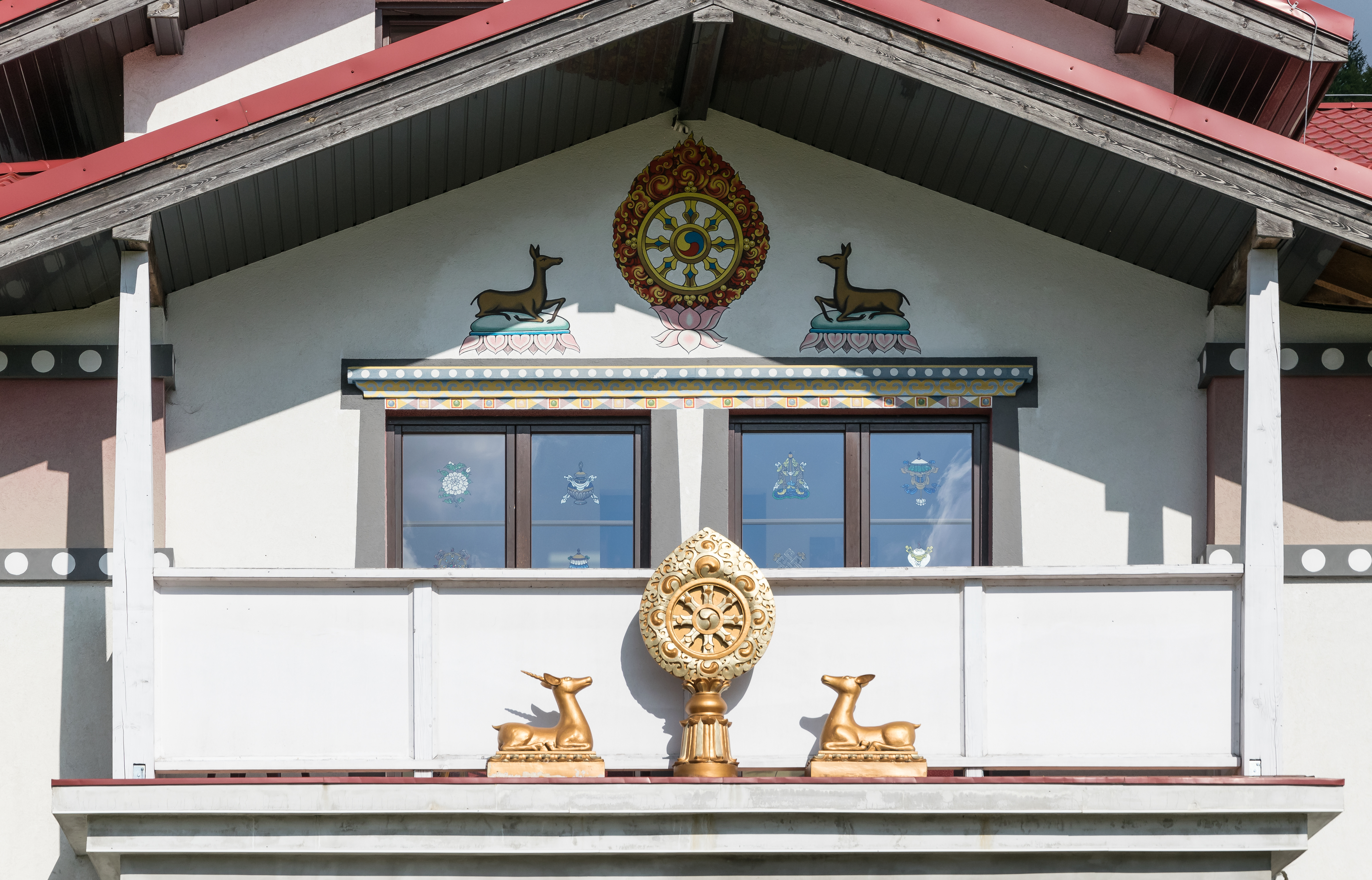
Fragment fasady budynku
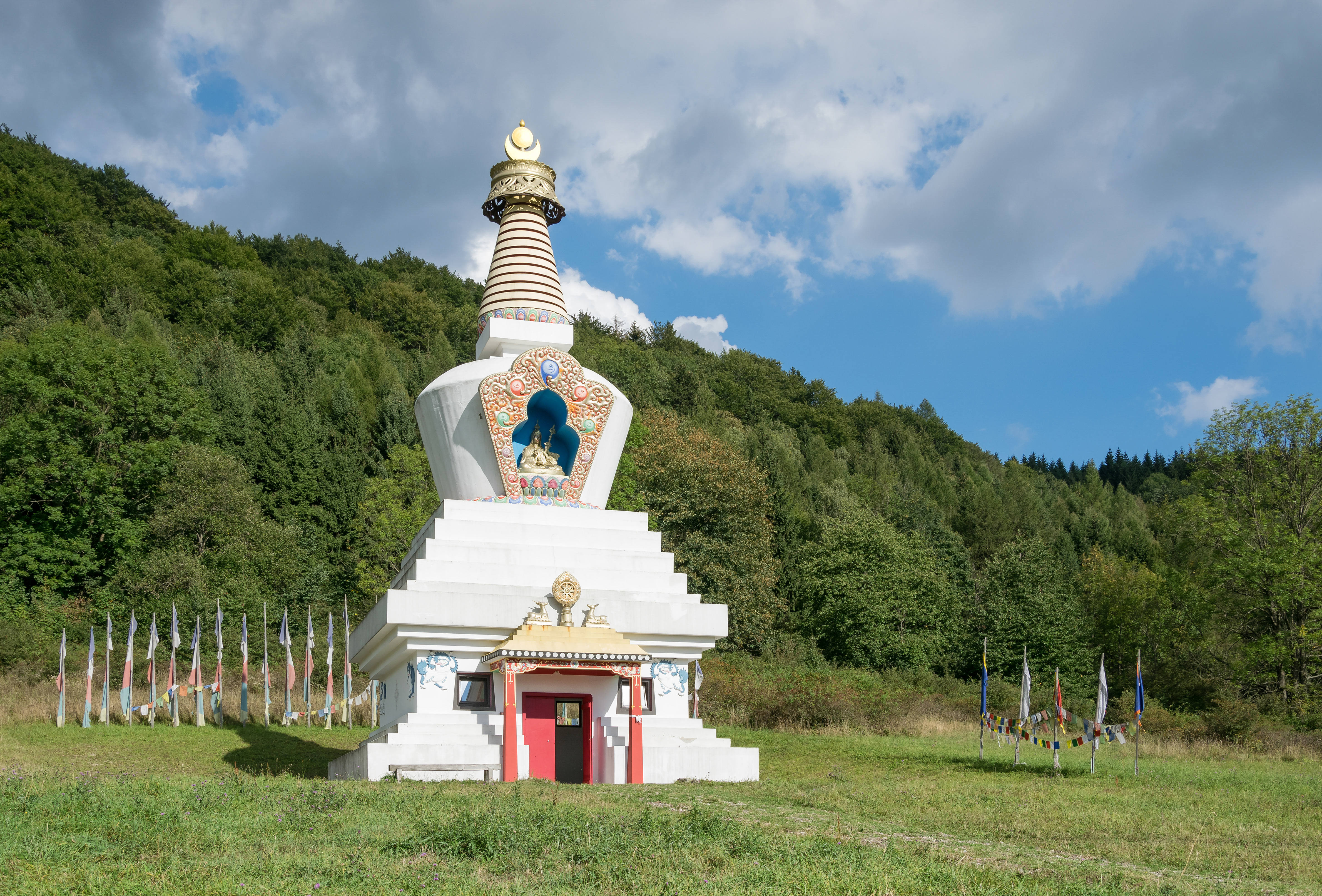
Stupa
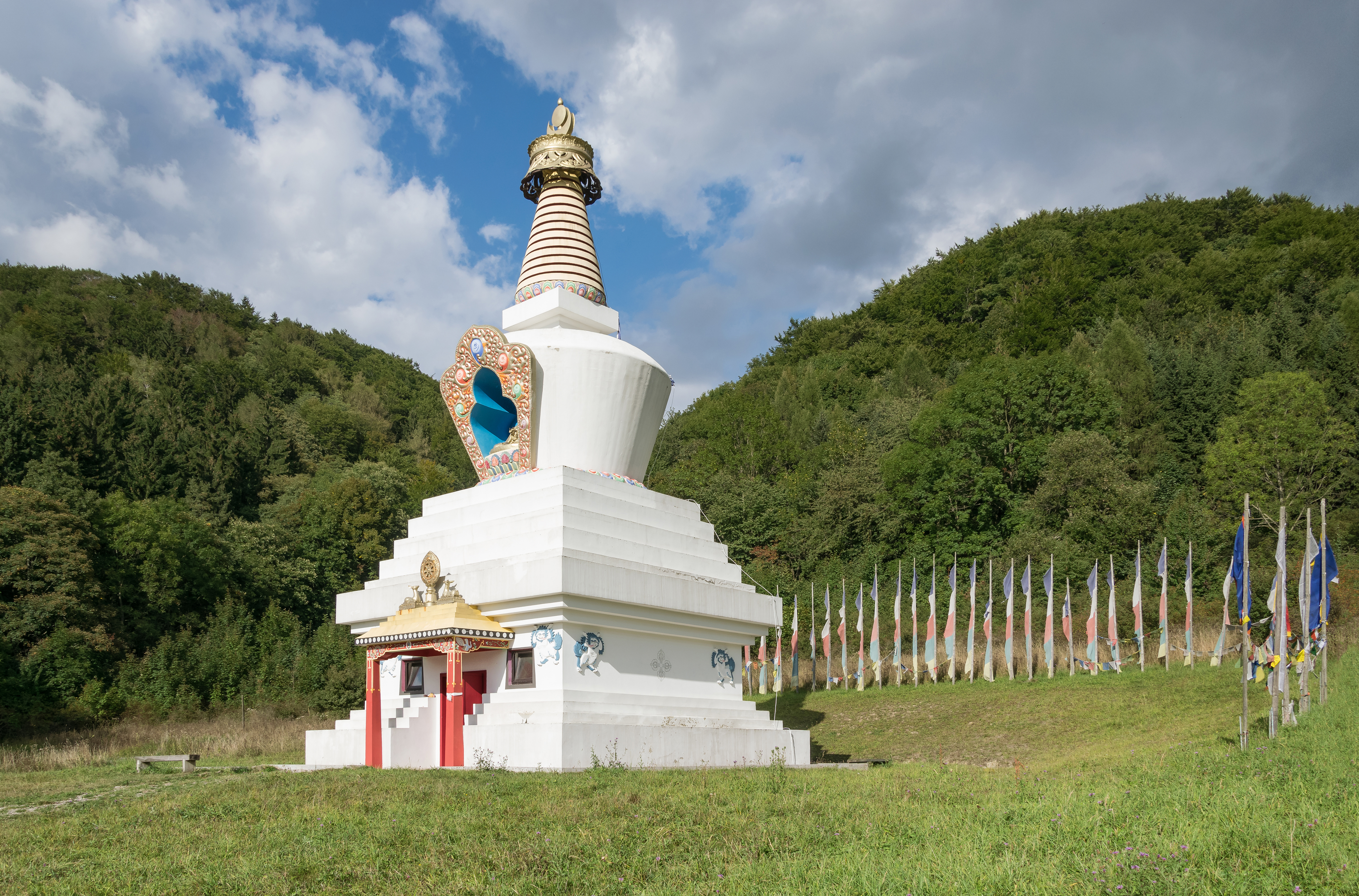
Stupa
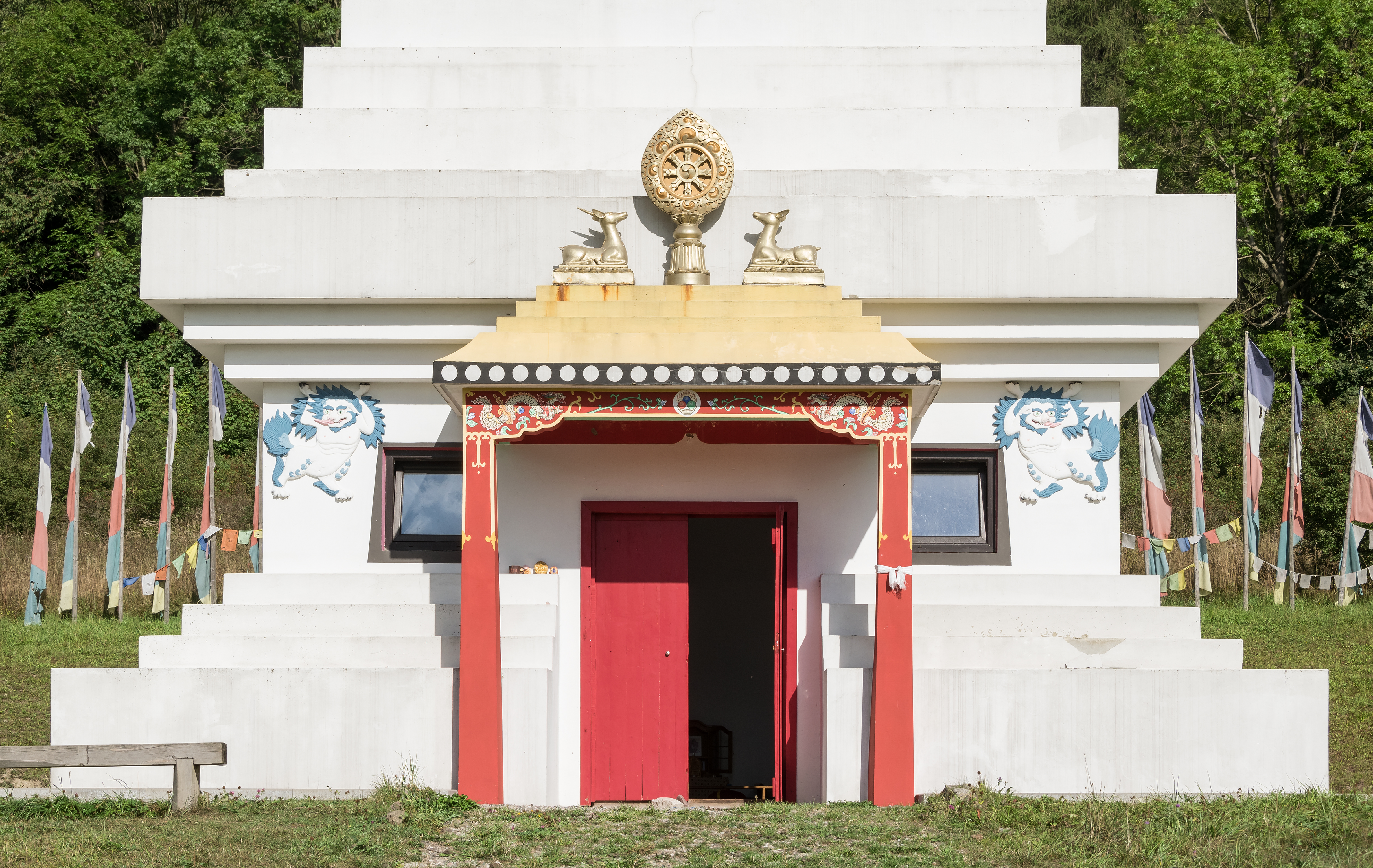
Wejście do stupy
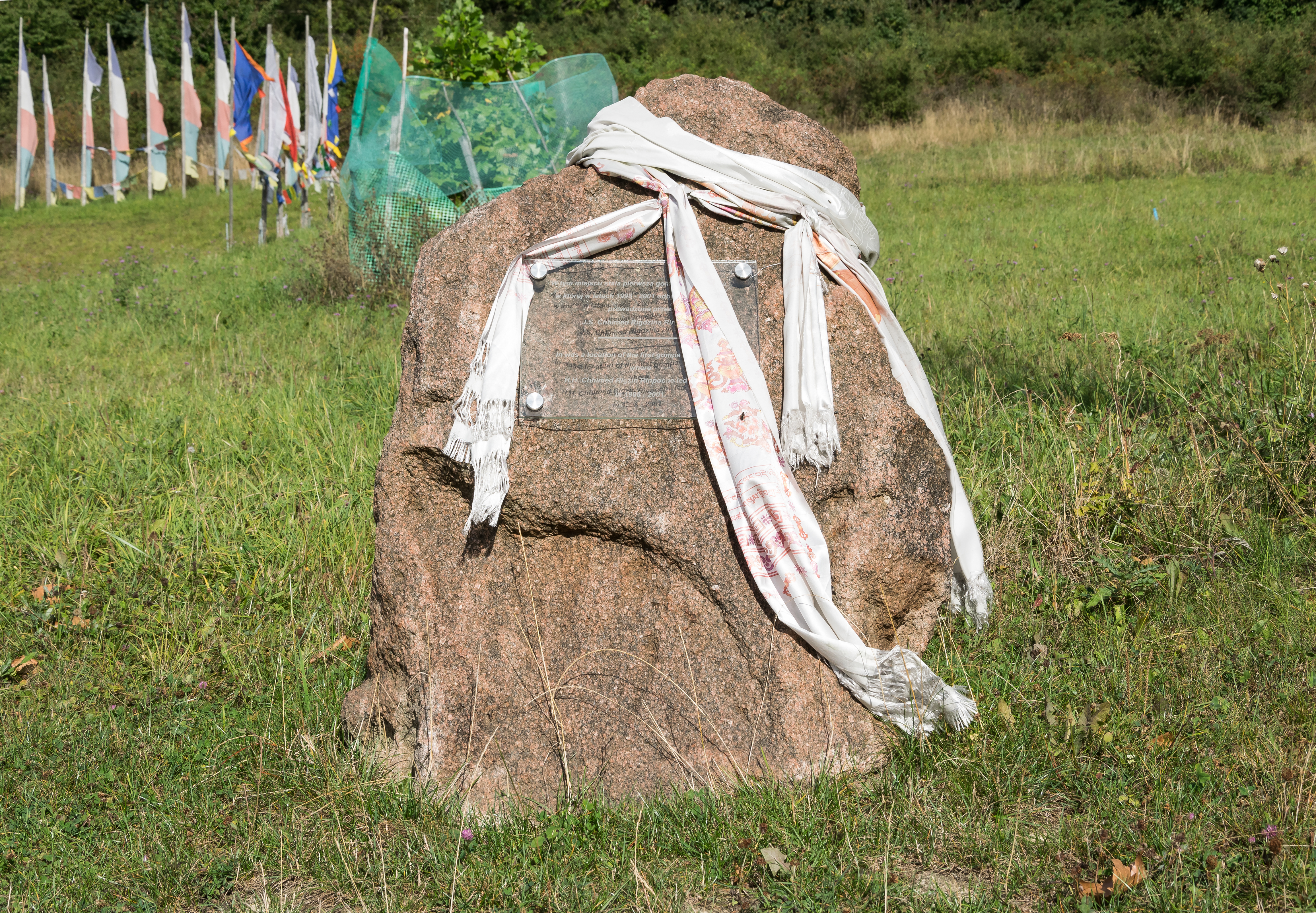
Kamień pamięci Chhimed Rigdzin Rimpocze
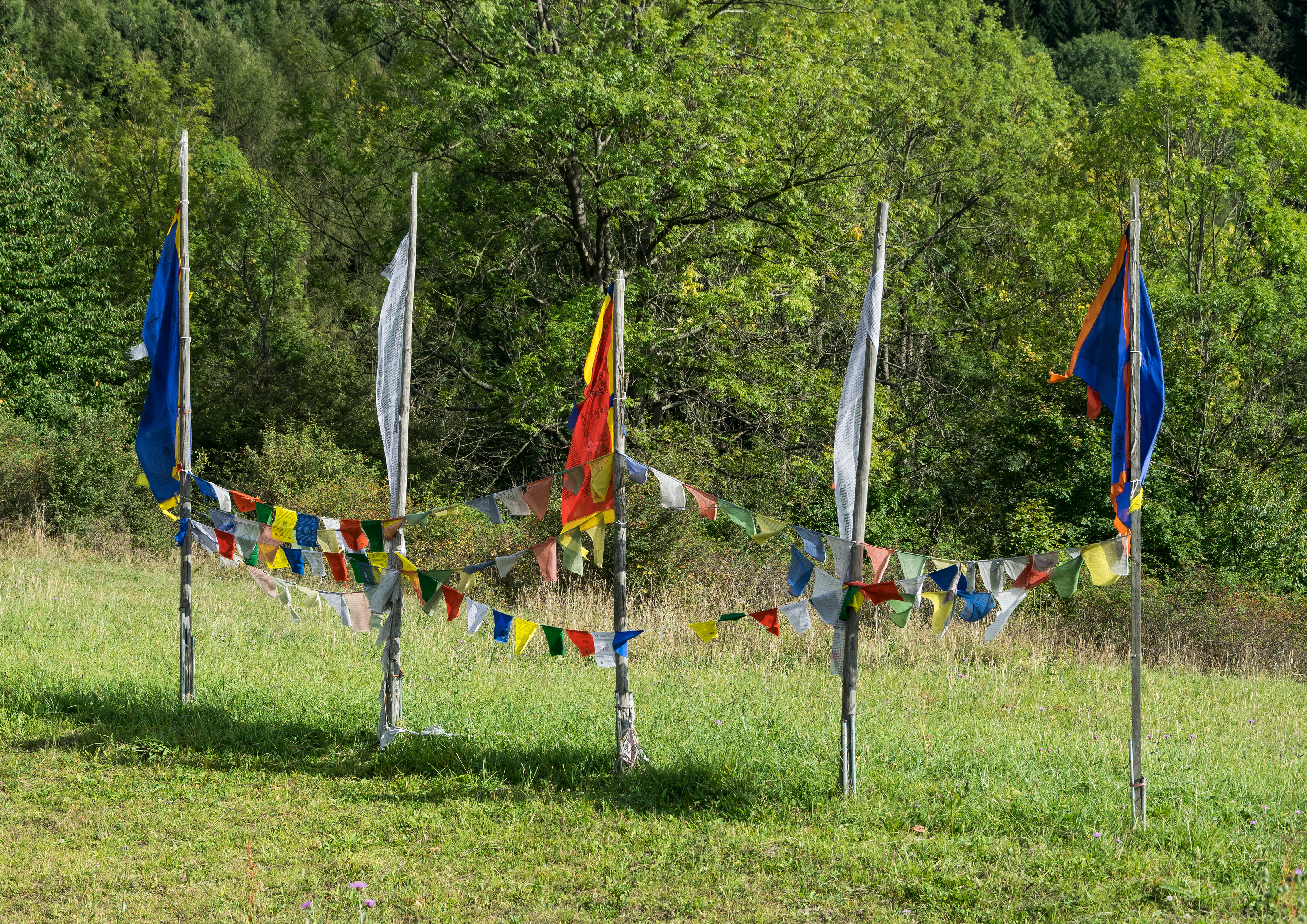
Flagi modlitewne